# Auvilliers
Auvilliers é uma comuna francesa na região administrativa da Normandia, no departamento de Sena Marítimo. Estende-se por uma área de 5 km². Em 2010 a comuna tinha 102 habitantes (densidade: 20,4 hab./km²).